# Pentathlon moderno ai Giochi della XX Olimpiade - Gara a squadre
La competizione a squadre del pentathlon moderno ai giochi della XX Olimpiade si è svolta dal 27 al 31 agosto 1972 in varie sedi a Monaco di Baviera.

## Programma
| Data           | Prova       | Note                            | Sede                  |
| -------------- | ----------- | ------------------------------- | --------------------- |
| 27 agosto 1972 | Equitazione | 5000 metri cross-country        | Centro ippico di Riem |
| 28 agosto 1972 | Scherma     | Torneo di spada a girone unico. | Fairgrounds (Hall 1)  |
| 29 agosto 1972 | Tiro        | 20 Colpi a sagome mobili.       | Poligono Schießanlage |
| 30 agosto 1972 | Nuoto       | 300 metri stile libero          | Olympia Schwimmhalle  |
| 31 agosto 1972 | Corsa       | 4000 metri cross country        | Stadio olimpico       |

## Risultati
La classifica finale era determinata dalla somma dei punti dei tre atleti ottenuti nella gara individuale, il punteggio della prova di scherma è stato modificato tenendo conto solo degli assalti dei partecipanti della prova a squadre.
| Pos     | Nazione          | Atleta                                                      |                     |                    |                   |                     |                     | Totale Squadra |
| ------- | ---------------- | ----------------------------------------------------------- | ------------------- | ------------------ | ----------------- | ------------------- | ------------------- | -------------- |
| Oro     | Unione Sovietica | Borys Onyščenko Pavel Lednëv Vladimir Šmelëv Totale         | 945 1060 920 2925   | 1080 1020 960 3060 | 1066 1022 3110    | 1128 1092 1176 3396 | 1120 1135 1222 3477 | 15968          |
| Argento | Ungheria         | András Balczó Zsigmond Villányi Pál Bakó Totale             | 1060 975 940 2975   | 1040 980 800 2820  | 956 868 912 2736  | 1060 1100 1120 3280 | 1279 1123 1135 3537 | 15348          |
| Bronzo  | Finlandia        | Risto Hurme Veikko Salminen Martti Ketelä Totale            | 950 1015 1045 3010  | 980 800 2580       | 1044 714 912 2670 | 1068 1216 1016 3300 | 1051 1135 1066 3252 | 14812          |
| 4       | Stati Uniti      | Charles Richards John Fitzgerald Scott Taylor Totale        | 1060 1090 965 3115  | 740 860 840 2440   | 956 868 626 2450  | 1260 1204 1100 3564 | 1045 1060 1288 3393 | 14962          |
| 5       | Svezia           | Björn Ferm Bo Herman Jansson Hans-Gunnar Liljenwall Totale  | 1100 1005 1020 3125 | 940 860 840 2640   | 978 780 670 2428  | 1112 1076 1048 3236 | 1150 1030 1099 3279 | 14708          |
| 6       | Germania Ovest   | Heiner Thade Walter Esser Hole Rößler Totale                | 1065 1000 945 3010  | 980 840 700 2520   | 956 824 846 2626  | 1012 1080 1140 3232 | 1150 1093 1051 3294 | 14682          |
| 7       | Francia          | Michel Gueguen Jean-Pierre Giudicelli Raoul Gueguen Totale  | 1100 960 930 2990   | 840 700 780 2320   | 846 868 824 2538  | 1152 1084 1016 3252 | 1126 1237 1096 3459 | 14559          |
| 8       | Polonia          | Ryszard Wach Janusz Pyciak-Peciak Stanisław Skwira Totale   | 1100 1070 785 2955  | 700 920 800 2420   | 956 560 846 2362  | 1076 1060 1160 3296 | 1126 1222 904 3252  | 14285          |
| 9       | Gran Bretagna    | Jeremy Fox Barry Lillywhite Robert Phelps Totale            | 1100 1070 955 3125  | 1000 840 700 2540  | 868 582 736 2186  | 1024 1052 1000 3076 | 1300 994 1036 3330  | 14257          |
| 10      | Italia           | Mario Medda Giovanni Perugini Nicolò Deligia Totale         | 895 1065 1055 3015  | 740 800 720 2260   | 1088 736 2560     | 1040 1024 912 2976  | 1087 946 1069 3102  | 13913          |
| 11      | Austria          | Wolfgang Leu Peter Zobl-Wessely Bruno Jerebicnik Totale     | 1085 880 835 2800   | 840 800 900 2540   | 934 846 824 2604  | 1012 908 2828       | 973 1120 1000 3093  | 13865          |
| 12      | Romania          | Dumitru Spîrlea Marian Cosmescu Adalbert Covacs Totale      | 975 1045 815 2835   | 840 660 580 2080   | 1022 824 714 2560 | 932 996 1204 3132   | 1015 967 1066 3048  | 13655          |
| 13      | Giappone         | Masaru Sakano Yuso Makihira Akira Kubo Totale               | 1050 1005 860 2915  | 560 760 680 2000   | 846 736 912 2494  | 972 876 880 2728    | 1177 1213 1042 3432 | 13569          |
| 14      | Danimarca        | Jørn Steffensen Klaus Petersen René Heitmann Totale         | 1005 990 910 2905   | 780 760 640 2180   | 934 692 626 2252  | 1028 1108 1008 3144 | 1129 949 988 3066   | 13547          |
| 15      | Svizzera         | Urs Hugi Hans Müller Beat Ganz Totale                       | 1075 965 1030 3070  | 940 700 640 2280   | 846 670 2362      | 952 948 888 2788    | 826 937 1096 2859   | 13359          |
| 16      | Bulgaria         | Georgi Stoyanov Velko Bratanov Angel Pepelyankov Totale     | 1100 785 1060 2945  | 700 640 700 2040   | 890 956 0 1846    | 944 916 1080 2940   | 1027 1024 1135 3186 | 12957          |
| 17      | Messico          | Gilberto Toledano Eduardo Olivera Juan José Castilla Totale | 1090 960 935 2985   | 780 740 620 2140   | 670 868 714 2252  | 908 1020 752 2680   | 988 844 1012 2844   | 12901          |
| 18      | Paesi Bassi      | Jan Bekkenk Rob Vonk Henk Krediet Totale                    | 930 870 985 2785    | 700 480 880 2060   | 692 802 2186      | 1008 1208 0 2216    | 1084 877 1132 3093  | 12340          |
| 19      | Canada           | Scott Scheuermann Kenneth Maaten George Skene Totale        | 1005 880 0 1885     | 420 540 480 1440   | 824 780 714 2318  | 1044 792 1108 2944  | 769 991 988 2748    | 11335          |